# San Miguel el Alto, Guanajuato
San Miguel el Alto är en ort i Mexiko.   Den ligger i kommunen Yuriria och delstaten Guanajuato, i den centrala delen av landet, 230 km väster om huvudstaden Mexico City. San Miguel el Alto ligger 1 794 meter över havet och antalet invånare är 608.
Terrängen runt San Miguel el Alto är kuperad söderut, men norrut är den platt. Runt San Miguel el Alto är det ganska tätbefolkat, med 248 invånare per kvadratkilometer. Närmaste större samhälle är Yuriria, 5,0 km öster om San Miguel el Alto. I omgivningarna runt San Miguel el Alto växer huvudsakligen savannskog.